# Шумский, Вадим
Вадим Константинович Шумский (рум. Vadim Şumski; 26 февраля 1900, Кишинёв — 24 апреля 1956, Тимишоара) — румынский дирижёр и композитор. Отец Александра Шумского.

## Биография
В 1916—1918 гг. учился в Харьковской консерватории, однако из-за революционных событий в городе счёл нужным вернуться Кишинёв. Некоторое время дирижировал в Кишинёве военным оркестром, а в 1922 г. обосновался в Тимишоаре, где и провёл всю оставшуюся жизнь.
Изучал композицию под руководством Сабина Драгоя. Работал хоровым дирижёром, главным образом с сербскими народными коллективами, в 1931 г. возглавил Сербское певческое товарищество «Слога», в том же году отправился с ним на гастроли в Югославию. С 1934 г. преподавал музыку в народной школе для крестьян Баната. В 1944—1947 гг. профессор музыки в Тимишоарском военном училище, в 1948—1950 гг. профессор контрапункта в Тимишоарской школе искусств, с 1950 г. и до конца жизни — в Тимишоарском музыкальном училище. Одновременно в 1946—1949 гг. возглавлял любительский хор и оркестр Тимишоарского предприятия электромеханического транспорта, доведя их до исполнительского уровня, позволявшего играть Пятую симфонию Бетховена.
Написал оперу «Мастер Маноле» (по одноимённой народной легенде), для оркестра — две Румынские рапсодии, Сербскую рапсодию, Банатскую фантазию, Симфонические танцы и др., Музыкальную картину для духового оркестра, струнный квартет и многочисленные хоровые сочинения, преимущественно религиозного содержания.